# Movimiento Armado Mapachista
Il Movimiento Armado Mapachista era una delle fazioni che presero parte alla rivoluzione messicana.
Si basava su un esercito di civili conservatori organizzati dalle élite dominanti del Chiapas, per contrastare l'avanzata delle forze carranziste (carrancistas) durante la Rivoluzione (1910-1920). Tramite l'Atto di Canguí (1914), il movimento mapachista si costituì come gruppo oppositore alle forze di occupazione del generale carranzista Jesús Agustín Castro. Tiburcio Fernández Ruiz era il leader del movimento.
Il movimento mapachista era parte del Villismo, presentando permanente resistenza al movimento costituzionalista tra il 1914 e il 1920 (guerra delle fazioni). Come fece con le altre ramificazioni villiste (villistas) e zapatiste (zapatistas) del resto del paese dopo degli assassinii di Villa e Zapata, il generale Álvaro Obregón portò il movimento all'interno del nuovo governo. Fu nel 1920, e soltanto grazie all'arrivo alla presidenza da parte di Obregón, che fu firmata la pace tra i mapachistas e il governo federale, con la ratifica, con modifiche sostantive, del patto del 1924 tra lo stato del Chiapas e la Federazione.
Le forze carranziste, all'inizio, rappresentarono per molti chiapanecos proletari l'opportunità di liberarsi dal giogo dei terratenenti. Ciò nonostante, i carranzisti non riuscirono a sostenere quelle speranze a causa di numerosi atti di vandalismo commessi dai soldati, situazioni da cui i mapachistas seppero trarre vantaggio contro la popolarità carranzista. Alla fine, i mapachistas non riuscirono a vincere la rivoluzione locale; sono stati fattori nazionali quelli che provocarono il ritiro carranzista. La sconfitta militare di Venustiano Carranza da parte di Obregón fu il fattore decisivo per il ritiro carrazista dal Chiapas.

## Principali capi militari mapachistas per grado

### Generale di divisione
- Tiburcio Fernández Ruiz

### Generale di brigata
- Tirso Castañón

### Brigadieri generali
- Francisco Ruiz
- Alberto Pineda
- Hector Macías
- Fausto Ruíz
- Rubén Culebro

### Colonnelli
- Sinar Corzo
- Jorge Grajales
- Leocadio Velasco
- Lizandro Villafuerte
- Pablo Camacho
- Esaú Aguilar
- Venturino Ruíz
- Filadelfo Grajales
- Virgilio Orantes

### Maggiori
- Alfonso Zorrilla
- Francisco Quevedo
- Vicente Angolo
- Pacifico Rosse

### Primi capitani
- Federico Castigliani
- Agustín Gordillo
- Sócrates Fernández
- Rutilio Pascacio
- Antonio Ruíz
- Arturo Ruíz
- Gudelio Ruíz
- Virgilio Culebro

### Secondi capitani
- Francisco Grajales
- Venancio Córdova
- Eusebio Palazzi
- Rubén Canne
- Gregorio Ruíz

### Gradi minori
- Tenente José Manuel Zebadúa Palazzi
- Sottotenente Joaquín Zebadúa Sarmiento
- Sottotenente Fidel Zebadúa Sarmiento
- José María Bristain Torres (originario della città di Tuxtla Gutiérrez, Chiapas, del quale si ignora il grado che ottenne)